# Ocana, Corse-du-Sud

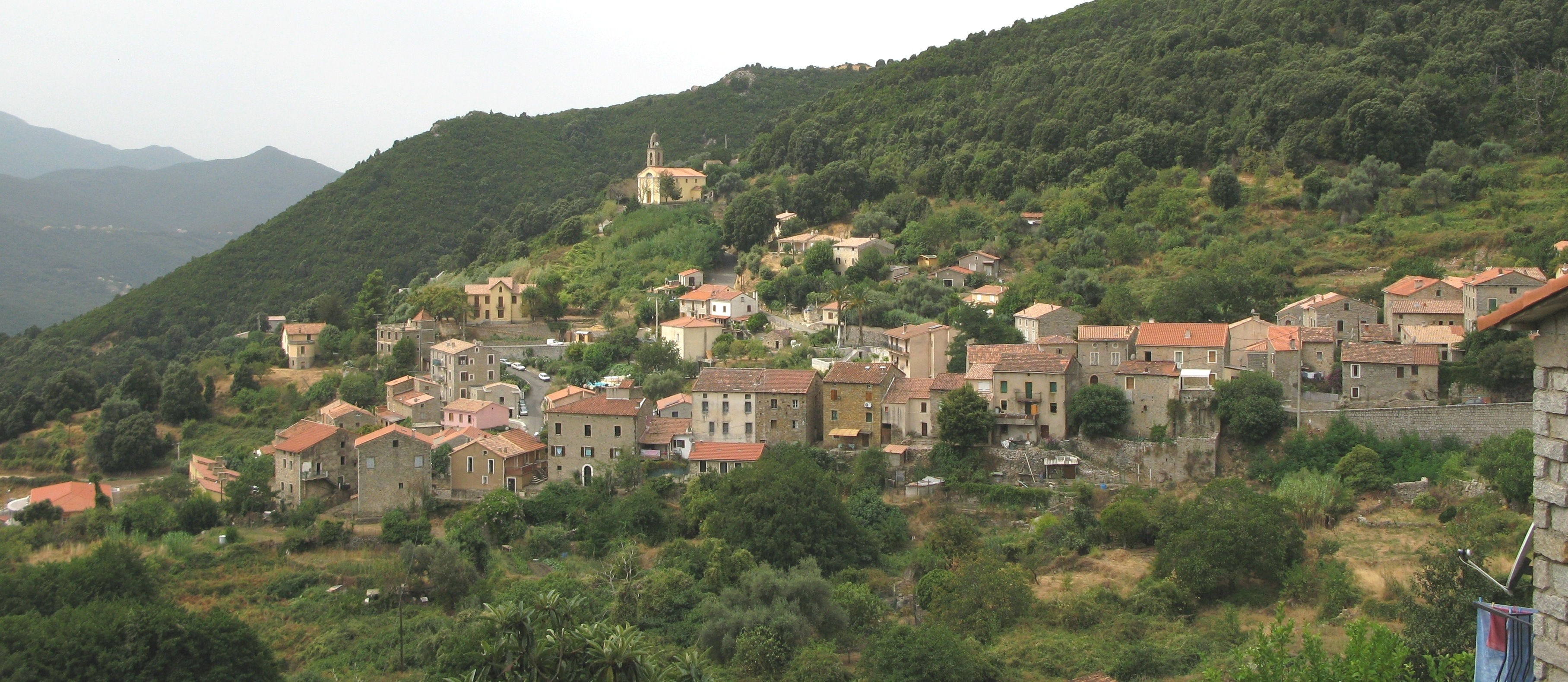

Ocana là một xã của tỉnh Corse-du-Sud, thuộc vùng Corse, trên đảo Corse ở Pháp.